# São Domingos (Paraíba)
São Domingos é um município brasileiro do estado da Paraíba, localizado na Região Geográfica Intermediária de Patos e Região Geográfica Imediata de Pombal. Localiza-se a 190 metros de altitude, e sua população em 2010 era de 2 855 habitantes. Possui uma área de 169 km². Através da lei municipal nº 132 de 2003, teve seu nome alterado de São Domingos de Pombal para São Domingos..